# Prvoideál (teorie uspořádání)
Prvoideál je matematický pojem z oboru teorie množin.

## Definice
Je-li {\displaystyle X\,\!} množina a {\displaystyle \mathbb {P} (X)\,\!} její potenční množina (tj. množina všech jejích podmnožin), pak řekneme, že neprázdná množina {\displaystyle I\subseteq \mathbb {P} (X)\,\!} je prvoideál, pokud platí: 

1. {\displaystyle I\,\!} neobsahuje celou množinu {\displaystyle X\,\!}
2. {\displaystyle A,B\in I\implies A\cup B\in I\,\!}
3. {\displaystyle (A\in I\land B\subseteq A)\implies B\in I\,\!}
4. {\displaystyle (\forall A\in \mathbb {P} (X))(A\in I\vee X-A\in I)\,\!}

## Vysvětlení definice
Podle bodu 2 je prvoideál nahoru usměrněná množina, podle bodu 3 je to dolní množina - jedná se tedy o ideál v potenční algebře.

Bod 1 a podmínka, podle které je prvoideál neprázdná množina, zaručují, že se jedná o vlastní ideál - prvoideál tedy není žádný z triviálních případů, kterými jsou prázdná množina a celá potenční množina {\displaystyle \mathbb {P} (X)\,\!}

Podle bodu 4 je v prvoideálu obsažena podmnožina {\displaystyle A\subseteq X\,\!} nebo její doplněk {\displaystyle (X-A)\subseteq X\,\!}. Pokud by pro některou množinu {\displaystyle A\subseteq X\,\!} obsahoval prvoideál tuto množinu, i její doplněk, pak by musel podle bodu 2 obsahovat i {\displaystyle A\cup (X-A)=X\,\!} , a podle bodu 1 by se již nejednalo o prvoideál. Prvoideál tedy vždy obsahuje buď množinu, nebo její doplněk, ale nikdy ne obojí zároveň.

Tato vlastnost tedy zaručuje, že prvoideál je mezi ostatními vlastními ideály na potenční množině v jistém smyslu maximální - jakmile bychom se pokusili přidat k němu další množinu, pak výsledkem již nebude prvoideál, výsledkem již dokonce nebude ani ideál.

## Příklady a vlastnosti

### Triviální prvoideál
Za hlavní ideál považujeme ideál všech podmnožin nějaké množiny {\displaystyle A\subseteq X\,\!}, hlavní ideál určený množinou {\displaystyle A\,\!} tedy lze zapsat jako

{\displaystyle I(A)=\{B\subseteq X:B\subseteq A\}\,\!}

Mezi hlavními ideály existují prvoideály - jsou to hlavní ideály určené doplňkem jednoprvkvé množiny, neboli {\displaystyle A=X\setminus \{a\}\,\!}, kde {\displaystyle a\in X\,\!}. Tyto prvoideály jsou nazývány triviální prvoideály.
Na konečné množině je každý prvoideál triviální - celkový počet prvoideálů tedy odpovídá počtu prvků množiny {\displaystyle X\,\!}.

Na nekonečné množině odpovídá počet triviálních prvoideálů mohutnosti množiny {\displaystyle X\,\!}.

### Dualita s ultrafiltrem
Stejně jako u většiny pojmů z teorie uspořádání, má i prvoideál svůj duální pojem - ultrafiltr. Ke každému prvoideálu {\displaystyle I\,\!} existuje duální ultrafiltr - množina všech doplňků z {\displaystyle I\,\!}: 

{\displaystyle I^{*}=\{X-A:A\in I\}\,\!}
Vztah platí i opačně - množina doplňků k ultrafiltru je prvoideál - duální prvoideál. Navíc je každý prvoideál duálním prvoideálem svého duálního ultrafiltru, tj. platí

{\displaystyle (I^{*})^{*}=I\,\!}

### Základní věta o ultrafiltrech
Nabízí se otázka, zda na nekonečné množině existují nějaké netriviální prvoideály. Kladnou odpověď dává základní věta o ultrafiltrech:

Každý centrovaný systém lze rozšířit (přidáním dalších podmnožin) do ultrafiltru.
Protože filtr je speciálním případem centrovaného systému, lze podle této věty každý filtr rozšířit (přidáním nějakých dalších podmnožin) na ultrafiltr.
Vezmeme-li v úvahu například Fréchetův filtr a aplikujeme na něj tuto větu, získáváme důkaz o existenci ultrafiltru, který určitě není triviální.
S ohledem na dualitu ultrafiltr-prvoideál to znamená, že Fréchetův ideál lze rozšířit na netriviální prvoideál.